# Pierre Henri Lepin
Pierre Henri Lepin, né le 16 octobre 1772 à Salins-les-Bains (Jura), mort le 15 avril 1839 à Salins-les-Bains (Jura), est un général français de la Révolution et de l’Empire.

## États de service
Il entre en service le 1er septembre 1792, comme élève à l’école d’artillerie de Châlons-sur-Marne, il en sort le 1er juin 1793 avec le grade de lieutenant en second du 2e régiment d’artillerie à pied. Détaché avec une escouade de la 19e compagnie au 1er bataillon de volontaires de l’Ariège, il sert en cette qualité au siège de Lyon et commande l’artillerie chargée de l’attaque sur le faubourg de Vaise. Le 15 septembre 1793 il est nommé lieutenant en premier.
En 1794 il est affecté à l’armée du Rhin, il y obtient le grade de capitaine en second le 21 mars 1794. Le 8 octobre 1795 il est muté à l’armée de Sambre-et-Meuse comme adjoint à l’état-major de l’artillerie et le 20 avril 1798 il rejoint l’armée d’Angleterre où il reçoit l’ordre du général Lariboisière d’aller à Brest préparer l’artillerie d’embarquement. Le 16 septembre 1798 il est envoyé à l’armée du Rhin, chargé de la reconnaissance de la place de Philippsburg. Il fait la campagne de l’an VIII outre-Rhin et il devient membre de la commission chargée de reconnaître la frontière du Jura, de Huningue au Fort l'Écluse et d’y tracer trois lignes de défense. 
Affecté à l’Armée d'Helvétie sous le général Masséna en 1799 puis l’année suivant à l’armée du Rhin sous le général Moreau, il est nommé sous-directeur de l’arsenal de Munich, avec le grade de capitaine commandant le 20 juin 1801. Après un séjour avec son régiment à l’armée d’Italie, il rentre en France fin septembre 1802 pour prendre le commandement de la 2e compagnie d’ouvriers le 29 octobre 1802 à l’arsenal de Nantes. Il est promu chef d’escadron au 3e régiment d’artillerie à cheval le 23 mai 1803. Affecté à l’armée de Hanovre comme directeur général des parcs, il est fait chevalier de la Légion d’honneur le 14 juin 1804.
Il participe aux campagnes d’Autriche de Prusse et de Pologne avec la 1re corps de la Grande Armée et le 20 août 1806 il obtient le grade de major au 2e régiment d’artillerie à cheval. Il participe aux Batailles d’Eylau le 8 février 1807, d’Heilsberg le 10 juin et de Friedland le 14 juin, en qualité de chef d’état-major de l’artillerie du corps de réserve commandé par le maréchal Lannes.
Le 11 juillet 1807 il est élevé au grade de colonel directeur à Magdebourg et le 1er avril 1809 il se rend à l’armée d’Allemagne, comme chef de l’état-major général de l’artillerie. Il combat à Eckmühl le 22 avril, à Ratisbonne le 23 avril, à Essling les 21 et 22 mai et le 6 juillet 1809, jour de la bataille de Wagram, il prend le commandement du 7e régiment d’artillerie à pied. Il est fait officier de la Légion d’honneur le 13 juillet 1809 et il est créé baron de l’Empire le 5 août suivant.
Le 10 août 1810 il est directeur général des parcs d’artillerie, commandant l’artillerie de la place et des forts de Dantzig et il est promu général de brigade le 23 juin 1811. il est élevé au grade de commandeur de la Légion d’honneur le 26 juin 1813, et il est fait prisonnier avec le corps d’armée du général Rapp le 23 novembre suivant à la suite de la violation de la capitulation de Dantzig.
De retour en France il reçoit le commandement de l’école d’artillerie de Strasbourg le 25 juillet 1814 et le 29 juillet suivant il est fait chevalier de Saint-Louis par le roi Louis XVIII. Le 17 janvier 1815, il est appelé au Ministère de la guerre en qualité de chef de la division cavalerie et le 21 septembre suivant il reprend la direction de Strasbourg.
Pendant les Cent-Jours, il commande l’artillerie des places de la 5e division militaire.
Le 5 mai 1816 il prend le commandement de l’école d’artillerie de Toulouse puis de celle de Besançon le 22 janvier 1818. Il est admis à la retraite le 11 octobre 1820, et le roi le nomme au grade honorifique de lieutenant général le 4 juillet 1821.
Il meurt le 15 avril 1839 à Salins-les-Bains.

## Dotation
- Le 17 mars 1808, donataire d’une rente de 4 000 francs sur les biens réservés en Westphalie.

## Armoiries
| Figure | Nom du baron et blasonnement |
| ------ | --- |
|        | Armes du baron Pierre Henri Lepin et de l'Empire, décret du 19 mars 1808, lettres patentes du 5 août 1809, commandeur de la Légion d'honneur D'argent à la fasce d'azur chargée de trois quinte feuilles d'argent et accompagnée de trois croissants d'azur : franc-quartier des barons tirés de l'armée brochant sur le tout - Livrées : les couleurs de l'écu. |

## Sources
- (en) « Generals Who Served in the French Army during the Period 1789 - 1814: Eberle to Exelmans »
- Thierry Pouliquen, « Les généraux français et étrangers ayant servis [sic] dans la Grande Armée » (consulté le 15 avril 2014)
- « La noblesse d’Empire » (consulté le 15 avril 2014)
- « Cote LH/1596/77 », base Léonore, ministère français de la Culture
- A. Lievyns, Jean Maurice Verdot, Pierre Bégat, Fastes de la Légion-d'honneur, biographie de tous les décorés accompagnée de l'histoire législative et réglementaire de l'ordre, volume 5, Bureau de l’administration, 1844, 575 p. (lire en ligne), p. 564.
- (pl) « Napoléon.org.pl »
- Vicomte Révérend, Armorial du Premier Empire, tome 3, Honoré Champion, libraire, Paris, 1897, p. 109.